# Stefan Burkart
Stefan Burkart (* 9. Dezember 1957; † 3. Mai 2020) war ein Schweizer Leichtathlet.

## Sportliche Karriere
Stefan Burkart startete für den Turnverein Diners. Er gewann von 1985 bis 1990 sechs Schweizer Meistertitel im 100-Meter-Lauf, wobei er 1988 zeitgleich mit René Mangold siegte. 1995 und 1996 erkämpfte er zwei weitere Titel. In der Halle siegte er über 60 Meter von 1985 bis 1992, 1992 zusammen mit Dave Dollé. Auch hier folgten 1995 und 1996 noch zwei Titelgewinne.
1982 bei den Europameisterschaften in Athen schied Burkart über 100 Meter im Halbfinale aus. Acht Jahre später schied er bei den Europameisterschaften 1990 in Split im Vorlauf aus. 1992 bei den Olympischen Spielen in Barcelona trat Burkart zuerst über 100 Meter an und schied in 10,57 Sekunden im Viertelfinale aus. Drei Tage später erreichte Burkart auch über 200 Meter das Viertelfinale, wurde da aber Letzter in seinem Lauf.
1994 bei den Europameisterschaften in Helsinki schied Burkart im Viertelfinale über 100 Meter in 10,41 Sekunden aus, wobei er 0,01 Sekunden Rückstand auf den Schweden Peter Karlsson aufwies, der das Halbfinale erreichte. 1995 erreichte Burkart das Viertelfinale bei den Weltmeisterschaften in Göteborg, wurde dort aber Letzter seines Laufs. 1996 in Atlanta bei seiner zweiten Olympiateilnahme schied Burkart im Vorlauf in 10,49 Sekunden aus.
Stefan Burkhart war ab 1986 mit der gebürtigen Britin Helen Barnett-Burkart verheiratet, die 1984 als Helen Barnett Olympiavierte mit der britischen 4-mal-400-Meter-Staffel geworden war. Beider Sohn Nishan Burkart wurde Fußballspieler.

## Persönliche Bestleistungen
- 60-Meter-Lauf (Halle): 6,61 Sekunden am 31. Januar 1986 in Karlsruhe
- 100-Meter-Lauf: 10,32 Sekunden am 4. Juli 1992 in Lausanne
- 200-Meter-Lauf: 20,76 Sekunden am 8. Juli 1992 in Lausanne

## Fussnoten
- 1. ↑  Schweizer Meister bei gbrathletics.com
  2. ↑  Schweizer Hallenmeister bei gbrathletics.com
  3. ↑  100-Meter-Lauf 1982 bei Todor Krastevs Seite todor66.com
  4. ↑  100-Meter-Lauf 1990 bei Todor Krastevs Seite todor66.com
  5. ↑  100-Meter-Lauf 1992 in der Datenbank von Olympedia.org (englisch), abgerufen am 27. Juni 2025.
  6. ↑  200-Meter-Lauf 1992 in der Datenbank von Olympedia.org (englisch), abgerufen am 27. Juni 2025.
  7. ↑  100-Meter-Lauf 1994 bei Todor Krastevs Seite todor66.com
  8. ↑  100-Meter-Lauf 1995 bei Todor Krastevs Seite todor66.com
  9. ↑  100-Meter-Lauf 1996 in der Datenbank von Olympedia.org (englisch), abgerufen am 27. Juni 2025.
  10. ↑  Mit 62 Jahren: Früherer Sprinter Stefan Burkart gestorben, Meldung vom 4. Mai 2020 bei srf.ch

| Personendaten    | Personendaten          |
| ---------------- | ---------------------- |
| NAME             | Burkart, Stefan        |
| KURZBESCHREIBUNG | Schweizer Leichtathlet |
| GEBURTSDATUM     | 9. Dezember 1957       |
| STERBEDATUM      | 3. Mai 2020            |